# Бидарт
Бида́рт (фр. Bidart) — коммуна во Франции, находится в регионе Новая Аквитания. Департамент — Атлантические Пиренеи. Входит в состав кантона Сен-Жан-де-Люз. Округ коммуны — Байонна.
Код INSEE коммуны — 64125.

## География

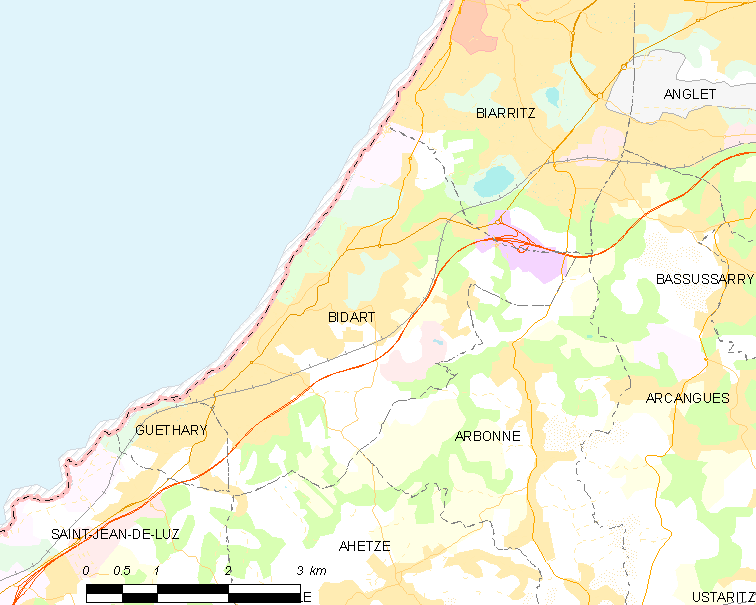
Карта коммуны

Коммуна расположена приблизительно в 680 км к юго-западу от Парижа, в 180 км юго-западнее Бордо, в 100 км к западу от По, на берегу Бискайского залива.

### Климат
Климат тёплый океанический. Зима мягкая, средняя температура января — от +5°С до +13°С, температуры ниже −10 °C бывают редко. Снег выпадает около 15 дней в году с ноября по апрель. Максимальная температура летом порядка 20-30 °C, выше 35 °C бывает очень редко. Количество осадков высокое, порядка 1100 мм в год. Характерна безветренная погода, сильные ветры очень редки.

## Население
Население коммуны на 2010 год составляло 6206 человек.
| 1962 | 1968 | 1975 | 1982 | 1990 | 1999 | 2010 |
| ---- | ---- | ---- | ---- | ---- | ---- | ---- |
| 2256 | 2436 | 2748 | 3044 | 4123 | 4670 | 6206 |

## Администрация
| Период | Период | Фамилия           | Партия | Примечания |
| ------ | ------ | ----------------- | ------ | ---------- |
| 2011   | 2020   | Эмманюэль Альзюри |        |            |

## Экономика
В 2010 году среди 4155 человек трудоспособного возраста (15-64 лет) 3004 были экономически активными, 1151 — неактивными (показатель активности — 72,3 %, в 1999 году было 70,9 %). Из 3004 активных жителей работали 2643 человека (1345 мужчин и 1298 женщин), безработных было 361 (158 мужчин и 203 женщины). Среди 1151 неактивных 354 человека были учениками или студентами, 426 — пенсионерами, 371 были неактивными по другим причинам.

## Достопримечательности
- Церковь Успения Божьей Матери (XVI век). Исторический памятник с 2001 года[4]
- Замок Ильбарриц (XIX век). Исторический памятник с 1990 года[5]
- Смотровая вышка для нахождения китов (XVIII век). Исторический памятник с 1993 года[6]

## Фотогалерея

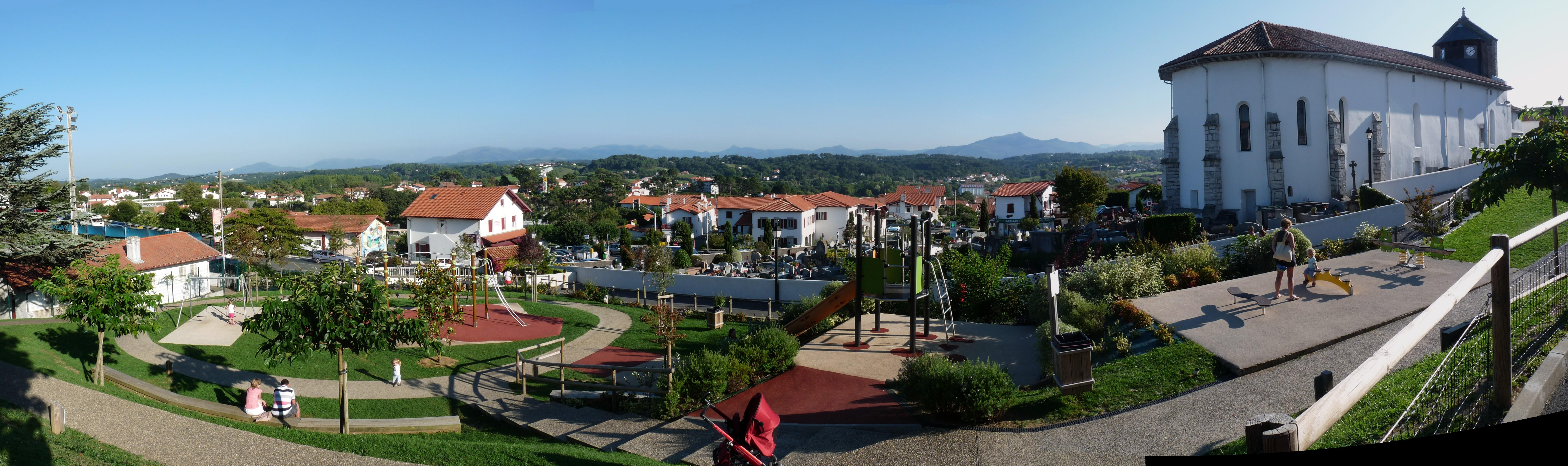
Бидарт
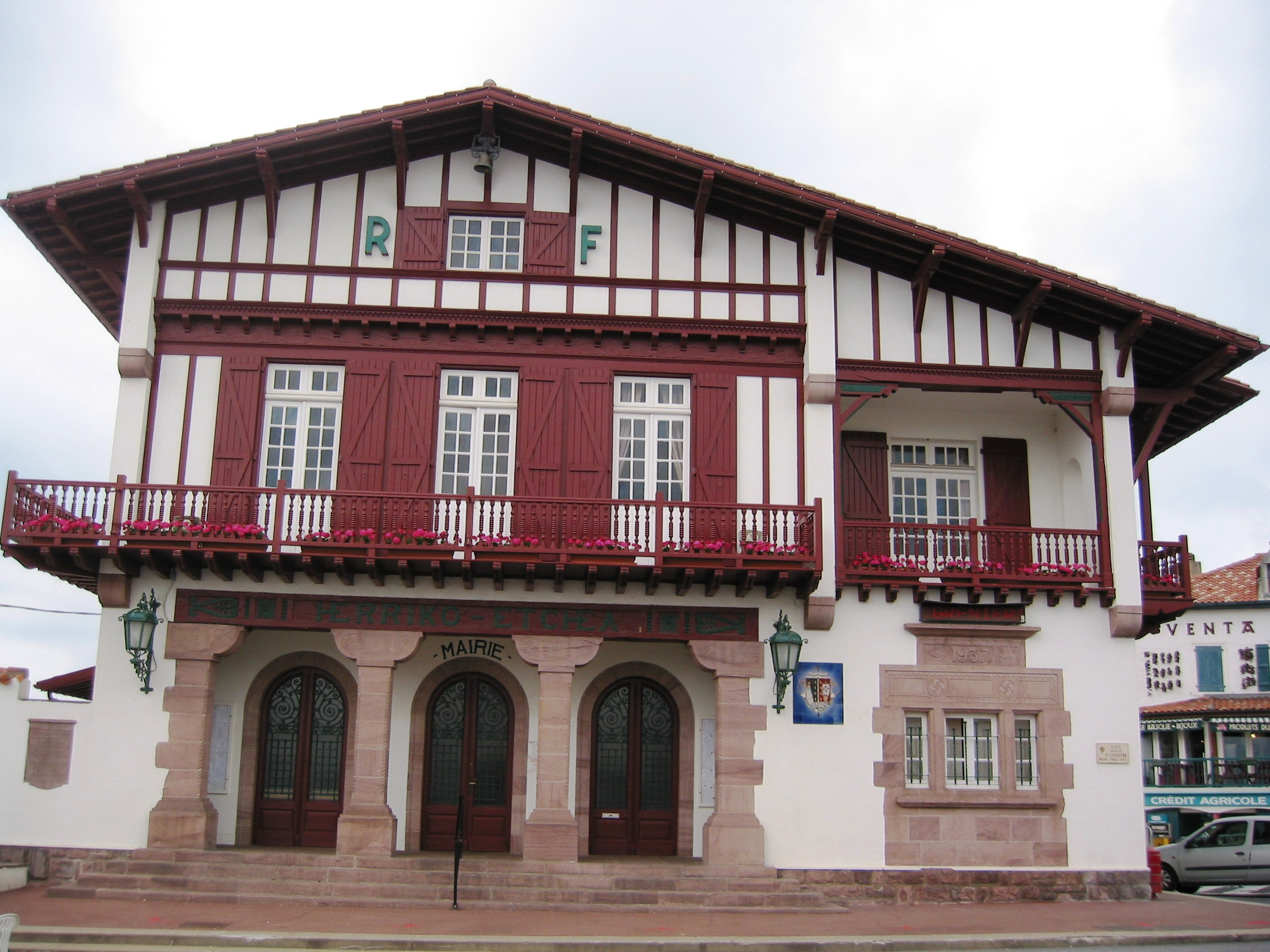
Мэрия
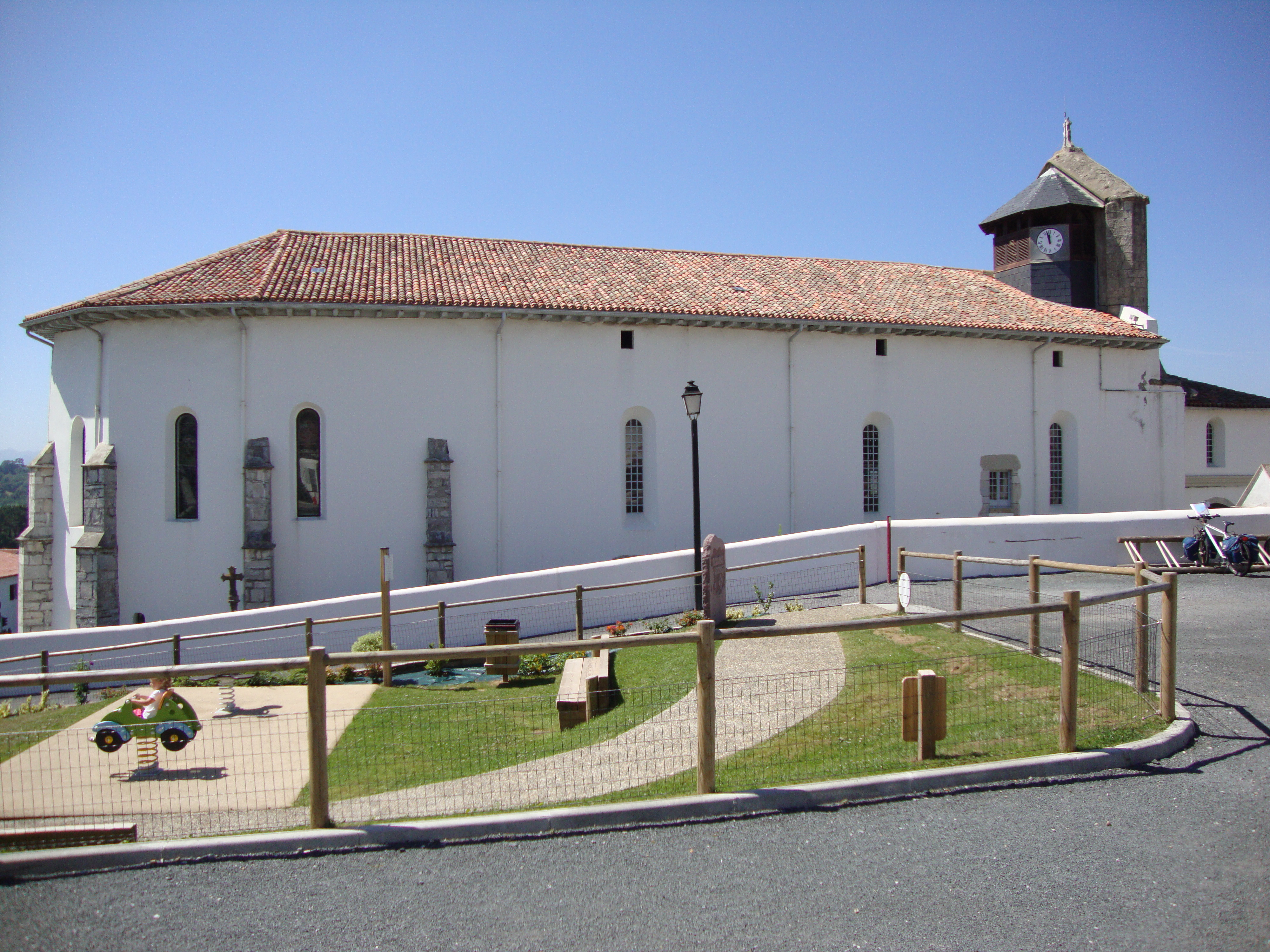
Церковь Успения Божьей Матери
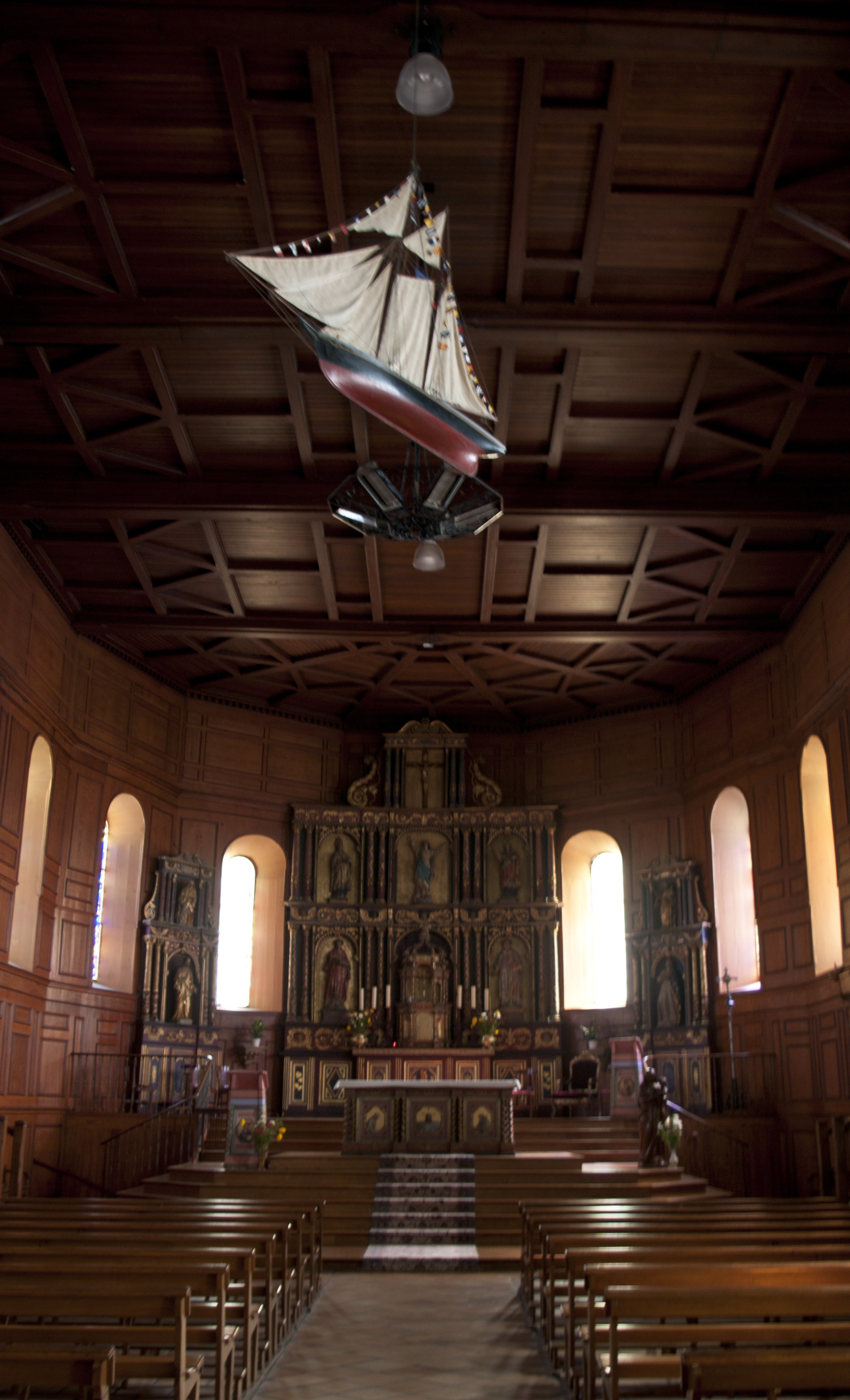
Интерьер церкви Успения Божьей Матери
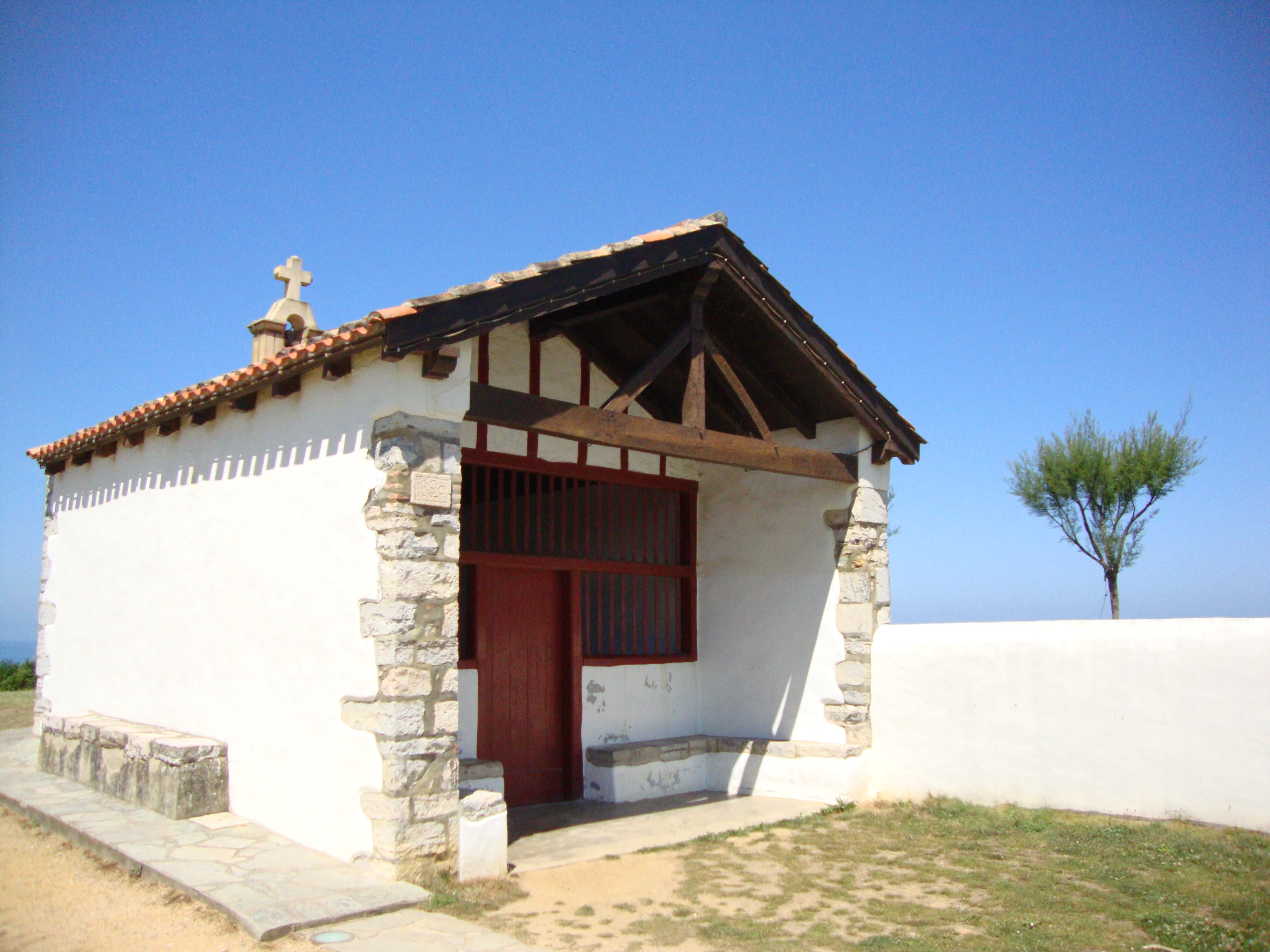
Часовня Св. Марии Магдалины
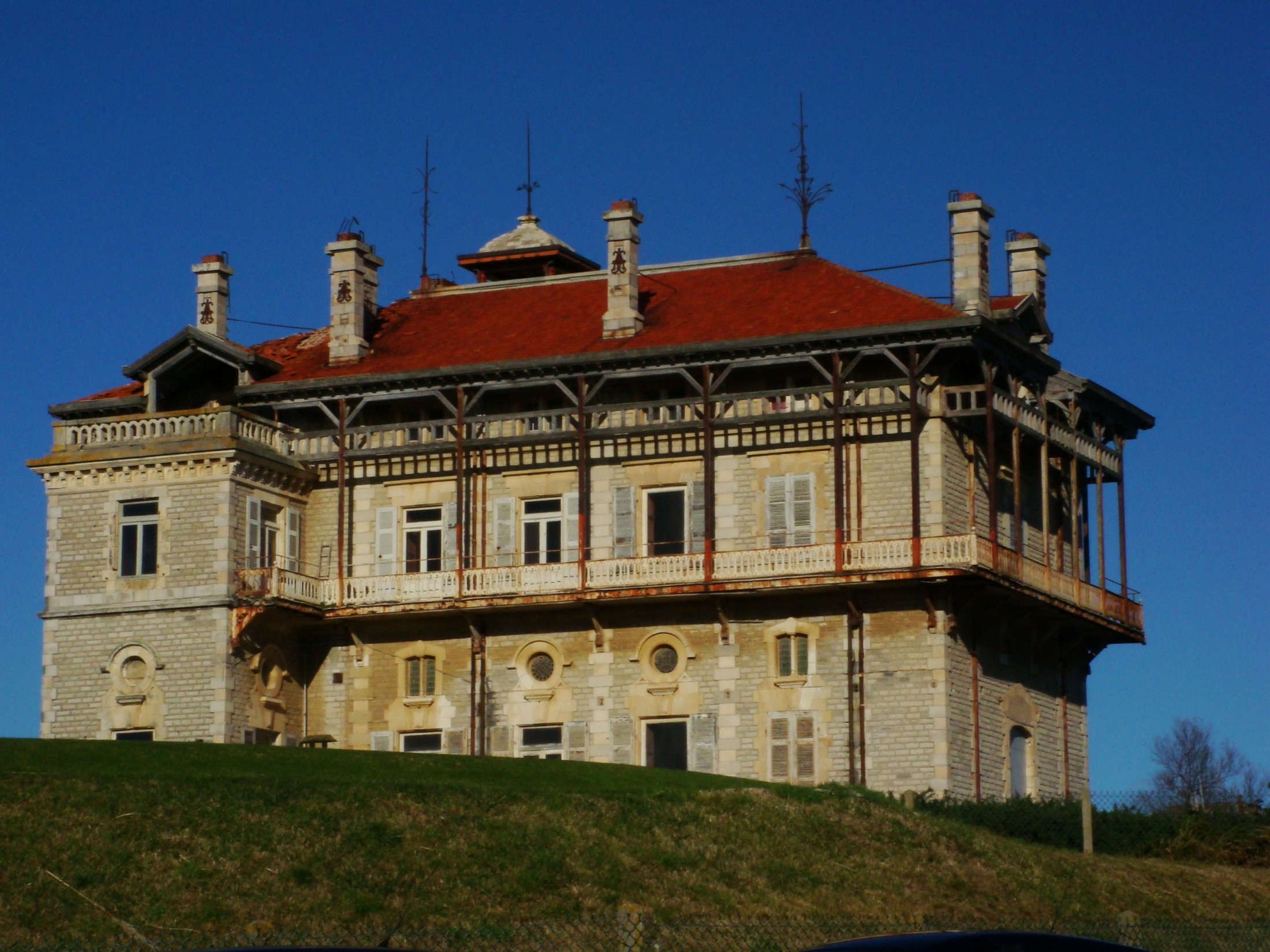
Замок Ильбарриц
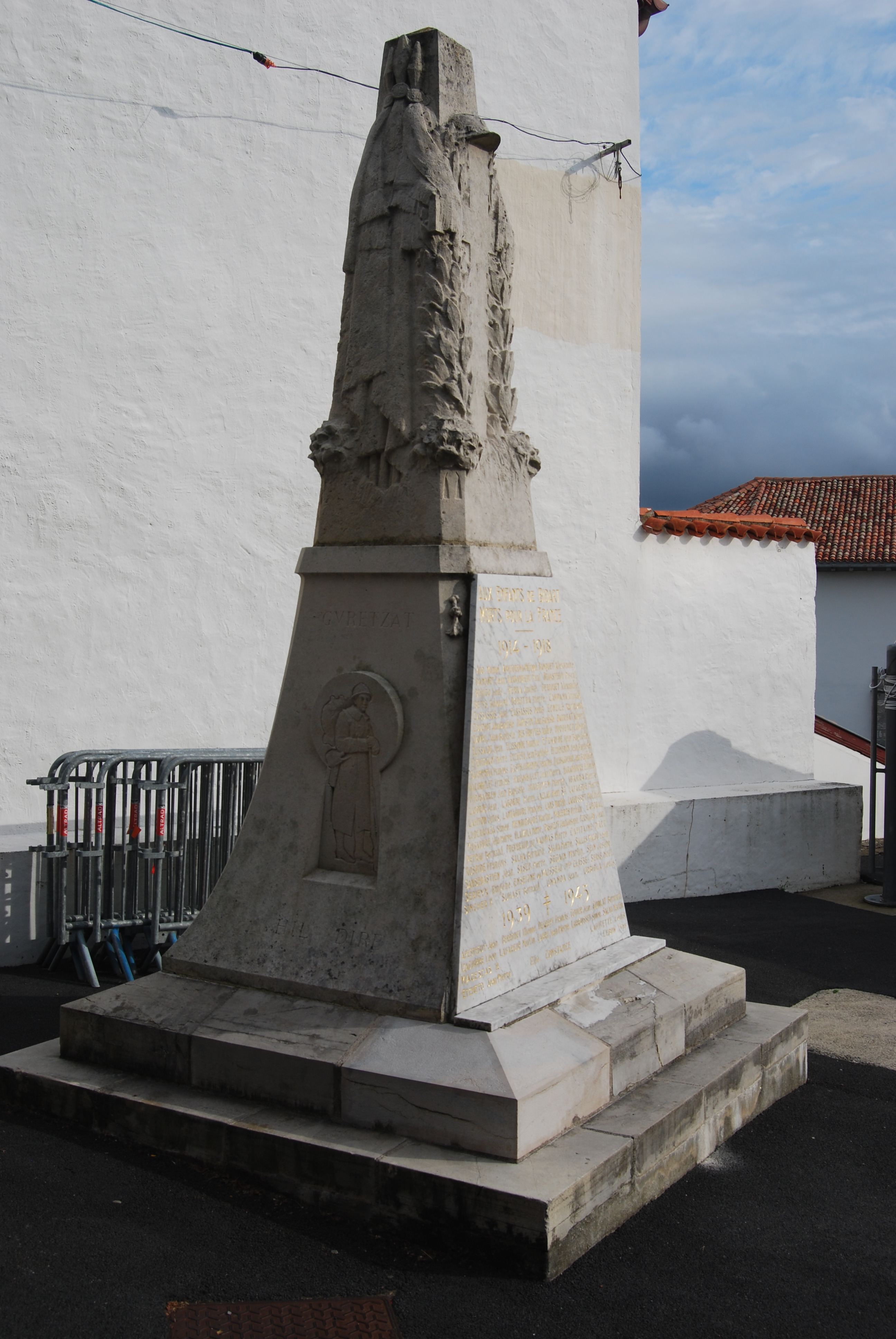
Военный мемориал
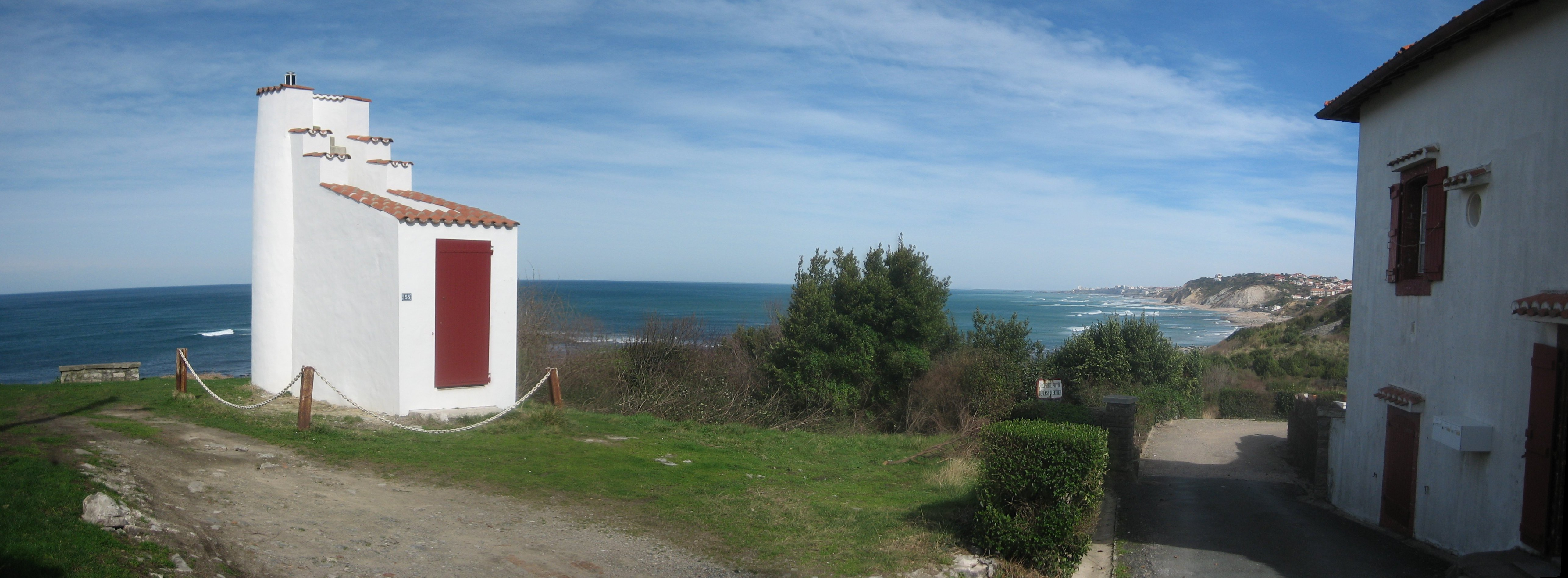
Смотровая вышка